# Пярн, Аугуст Иоханнесович
Ааро Пярн (Ааро Аугуст Освальд Пярн; эст. Aaro August Osvald Pärn; 1910—1990) — эстонский и советский оперный певец (бас). заслуженный артист Эстонской ССР (1954).

## Биография
Родился 13 (26 июля) 1910 года в деревне Маху (волость Кунда-Малла, Эстония).
В 1938—1940 годах пел в хоре оперы театра «Эстония». В 1940—1941 и 1944 годах был оперным солистом театра «Ванемуйне», в 1945—1968 годах — оперным солистом театра «Эстония».
Умер 4 февраля 1990 года.

## Награды и премии
- орден Трудового Красного Знамени (30.12.1956)
- Сталинская премия второй степени (1952) — за оперный спектакль «Певец свободы» Э. А. Каппа (1950), поставленный на сцене ЭстГАТОБ «Эстония»
- заслуженный артист Эстонской ССР (1954)

## Семья
- жена — Энна Марипуу (эст. Enna Maripuu)
- дочь — Леэло Тальвик (эст. Leelo Talvik)